# 伯牙

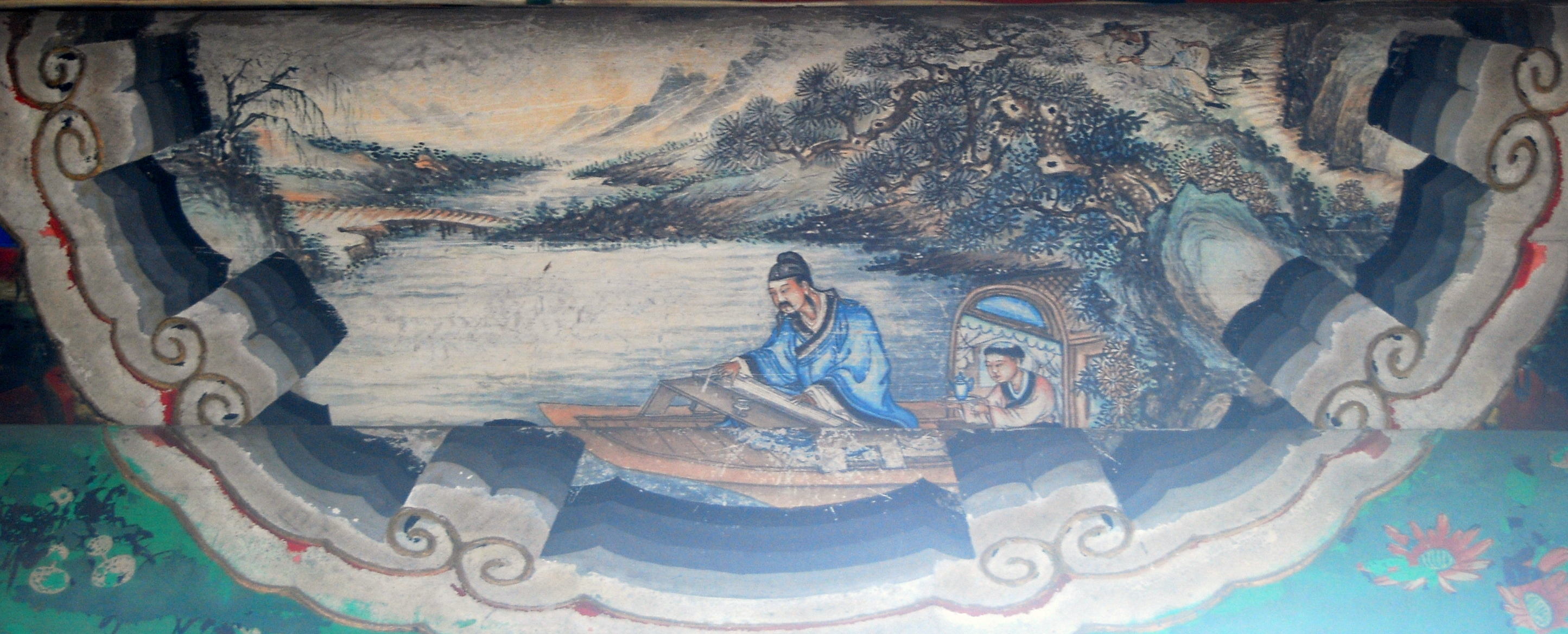
伯牙が琴を弾き、その横で子期が琴を聴いている（頤和園）

伯 牙（はく が）は、中国春秋時代の晋の大夫。伯雅とも。姓が伯、名が牙。姓を兪とするのは、明代の馮夢竜の小説上の設定である。
鍾子期との「伯牙絶絃」の故事で知られる。伯牙は古琴の名人で、鍾子期はその良い聴き手だった。伯牙が高い山に登る気持ちで琴を弾くと、鍾子期は「すばらしい、まるで険しい泰山のようだ」と言い、伯牙が川の流れを思い浮かべて弾くと、鍾子期は「すばらしい、まるで広大な長江か黄河のようだ」と言った。鍾子期が死ぬと、伯牙は琴を弾くに値する人がいなくなったと思い、琴を壊して絃を絶ち、生涯琴を弾かなかったという。またこの故事により親友を「知音」ともいう。
水星のクレーターの1つが「Po Ya（伯牙）」と命名されている。また、NASAのボイジャーのゴールデンレコードに伯牙が作曲したと伝わる琴曲「流水（高山流水）」が収録されている。
祇園祭の舁山の一つに、「伯牙絶絃」の場面をモチーフとする伯牙山がある。